# Svätuš
Svätuš este o comună slovacă, aflată în districtul Sobrance din regiunea Košice. Localitatea se află la altitudinea de 103 m deasupra n.m., se întinde pe o suprafață de 3,851 km2 și în 2017 număra 109 locuitori. Se învecinează cu Porostov, Kristy, Tašuľa, Bežovce și Blatná Polianka.

## Istoric
Localitatea Svätuš este atestată documentar din 1386.

## Demografie
| An:                | 1994 | 2004    | 2014   | 2024    |
| ------------------ | ---- | ------- | ------ | ------- |
| Număr de persoane: | 148  | 119     | 113    | 97      |
| Diferență:         |      | −19,59% | −5,04% | −14,15% |

| An:                | 2023 | 2024   |
| ------------------ | ---- | ------ |
| Număr de persoane: | 96   | 97     |
| Diferență:         |      | +1,04% |